# Fosse no 2 - 2 bis des mines de Crespin
La fosse no 2 - 2 bis de la Compagnie des mines de Crespin est un ancien charbonnage du Bassin minier du Nord-Pas-de-Calais, situé à Quiévrechain. Le puits no 2 bis a été ouvert par le Groupe de Valenciennes, sous l'époque ante-Nationalisation, il s'agissait alors de la fosse no 2 des mines de Crespin. Le puits no 2 est commencé en 1902 à plus d'un kilomètre au sud-ouest de la fosse no 1 - 1 bis, et à seulement 380 mètres au nord de l'ancienne fosse Saint Grégoire, foncée en 1841 et abandonnée l'année suivante. Le puits est inondé en 1906, la fosse est abandonnée. Le fonçage reprend en 1923, et la fosse commence à produire environ deux ans plus tard. Sur le site, un lavoir et une cokerie sont construits.
La Compagnie des mines de Crespin est nationalisée en 1946, et intègre le Groupe de Valenciennes. Un puits d'aérage no 2 bis est installé sur le carreau à partir de 1948, mais la fosse ferme définitivement le 28 mars 1950. Les puits sont remblayés en 1956.
Au XXIe siècle, les têtes de puits ne sont pas matérialisées comme dans les autres concessions. Une stèle indique l'emplacement du puits no 2 bis, le puits no 2 est surveillé pour le niveau des eaux. De la fosse, il ne subsiste plus rien. Les terrils nos 200 et 200A ont été partiellement exploités, les habitations ont été rénovées.

## La fosse
Le carreau de la fosse no 1 - 1 bis est accolé à la frontière franco-belge, ce qui réduit de moitié le champ d'exploitation de la fosse. Un nouveau puits est donc mis en chantier en 1902 à 1 120 mètres au sud-ouest. La fosse no 2 est située à 380 mètres au nord de la fosse Saint Grégoire, creusée en 1841 et abandonnée l'année suivante par la Compagnie de Crespin.

### Fonçage
Le puits est entrepris à Quiévrechain, à l'altitude de 45 mètres. D'énormes venues d'eau causent des problèmes durant le fonçage, si bien qu'en 1906, le puits est noyé, alors qu'il n'est profond que de 180 mètres.
Le fonçage du puits no 2 a été repris en 1923. Il avait été foncé jusqu'à 225 mètres avant la guerre. Il a d'abord pénétré dans les terrains crétacés, jusque 130 mètres, puis dans des grès verdâtres dévoniens, de pendage sud de 20 % en moyenne. Le fonçage repris a traversé les grès dévoniens jusque 300 mètres, où passe la grande faille du Condroz, puis un lambeau de terrain houiller faiblement incliné, souvent brouillé, avec une demi-douzaine de passées charbonneuses de dix à cinquante centimètres de puissance, et une veine de 75 centimètres à 390 mètres de profondeur, puis une faille de charriage sensiblement horizontale à 452 mètres de profondeur, puis enfin du terrain houiller régulier, en pendage ouest de 40 à 45°. Dans celui-ci, qui a été recoupé en fin d'année jusque 510 mètres de profondeur, on a trouvé deux veines avec cinquante et cinquante-cinq centimètres de charbon, à 82 % de matières volatiles. Les terrains traversés n'ont pas pu être assimilés stratigraphiquement à d'autres déjà recoupés.
Le puits no 2 a été continué pour atteindre la profondeur de 712,10 mètres le 15 août 1925. À partir de 452 mètres, les terrains traversés sont encore exactement assimilés stratigraphiquement aux terrains exploités dans les concessions voisines, et présentent l'allure commune à tout le gisement productif du bassin de Valenciennes. La succession de schistes et de grès encadre les couches dont on a recoupé neuf veines exploitables, ayant une puissance en charbon variant de cinquante centimètres à un mètre, et tenant de 82 à 84 % de matières volatiles.
Le pendage général apparaît d'environ 40° vers l'ouest, mais des plissements analogues à ceux que l'on connait dans les sièges exploités du bassin ont été nettement mis en évidence par le fonçage, qui a recoupé plusieurs fois la même veine, dont l'une dans un ennoyage. Le chevalement est mis en place en 1925.

### Exploitation
L'exploitation commence vers 1925. Un lavoir est construit, il peut traiter 200 tonnes en huit heures. une cokerie dotée de 80 fours est également installée. Le calcaire présumé carbonifère a été découvert en avril 1929, au fond d'un sondage incliné, et le contact a pu être ensuite atteint par un montage, et suivi sur trente mètres en allongement, et cinq mètres en descenderie. la Compagnie produit, en 1938, 132 735 tonnes de houille, 180 872 tonnes de coke, et 4 765 tonnes de goudron.
La Compagnie des mines de Crespin est nationalisée en 1946, et intègre le Groupe de Valenciennes. Le puits no 2 bis est entrepris en 1948, à 80 mètres au nord-nord-est du puits no 2. À l'instar du puits no 1 bis, il est destiné à assurer le retour d'air, étant donné que le gisement est, sur la concession de Crespin, très grisouteux. En conséquence, son diamètre est de 5,50 mètres. Le chevalement de fonçage est mis en place en septembre 1948. Le 17 juin 1949, la fosse no 1 - 1 bis cesse d'extraire, mais continue le service et l'aérage, le puits no 2 assure seul l'extraction. La fosse no 2 - 2 bis cesse définitivement d'extraire le 28 mars 1950, date à laquelle elle ferme, stoppant également le fonçage du puits no 2 bis. Le puits no 2, profond de 712,10 mètres, est noyé, puis remblayé en 1956, comme à priori le puits no 2 bis, profond de 764 mètres. Toutes les installations sont détruites.

### Reconversion
Au début du XXIe siècle, Charbonnages de France ne matérialise les têtes de puits comme dans les autres concessions. Le puits no 2 bis est équipé comme le 1 bis d'une installation semblable aux piézomètres, destinée à vérifier le niveau des eaux, le puits no 2 bis est quant à lui équipé d'une stèle, semblable aux têtes de puits non matérialisées, qui est installée sur son bouchon en béton armé. Le BRGM y effectue des inspections chaque année. De la fosse, il ne reste plus aucun vestige, hormis un pilier, et le soubassement du mur d'enceinte.

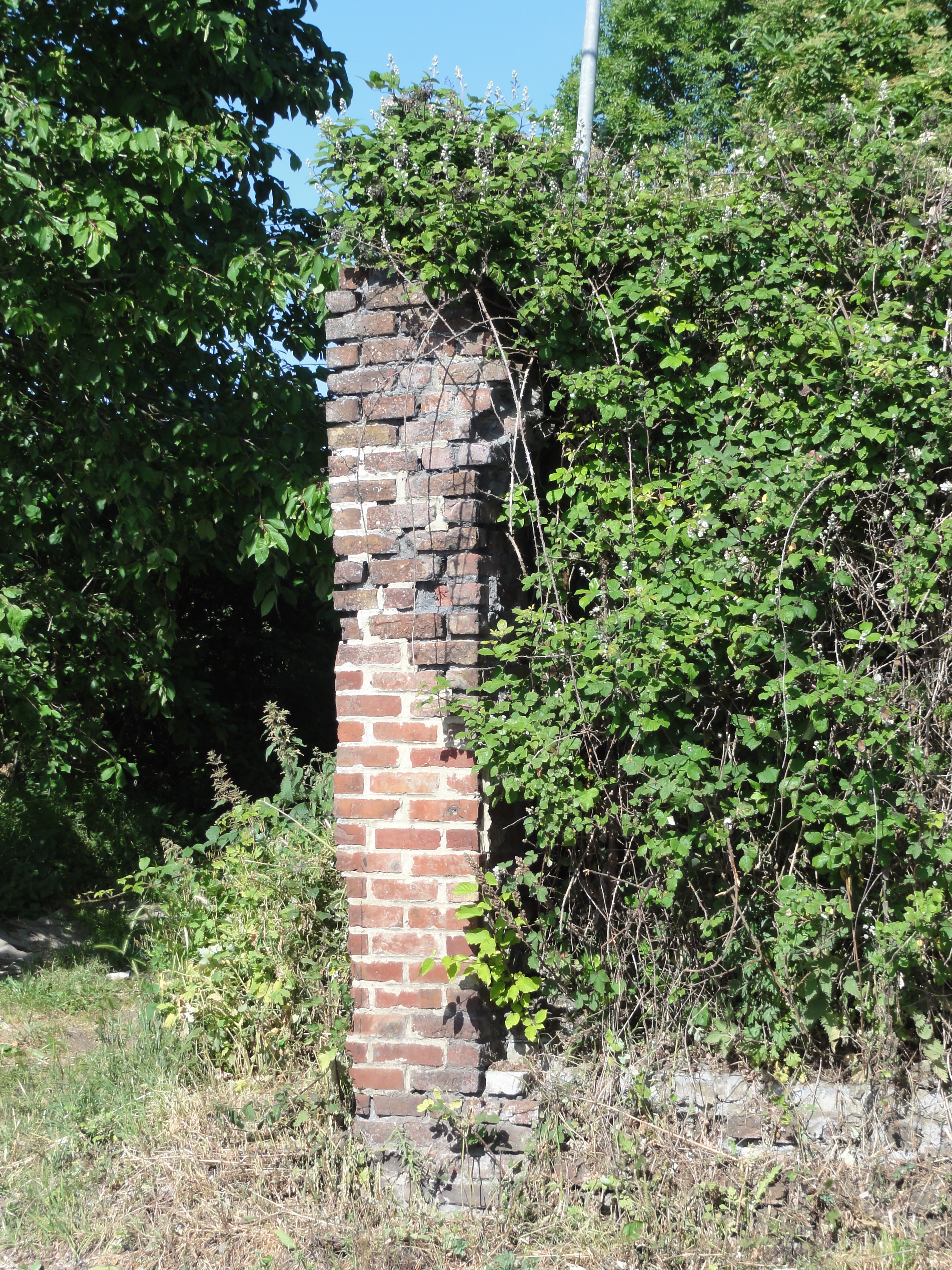
Un pilier, vestige du mur d'enceinte.
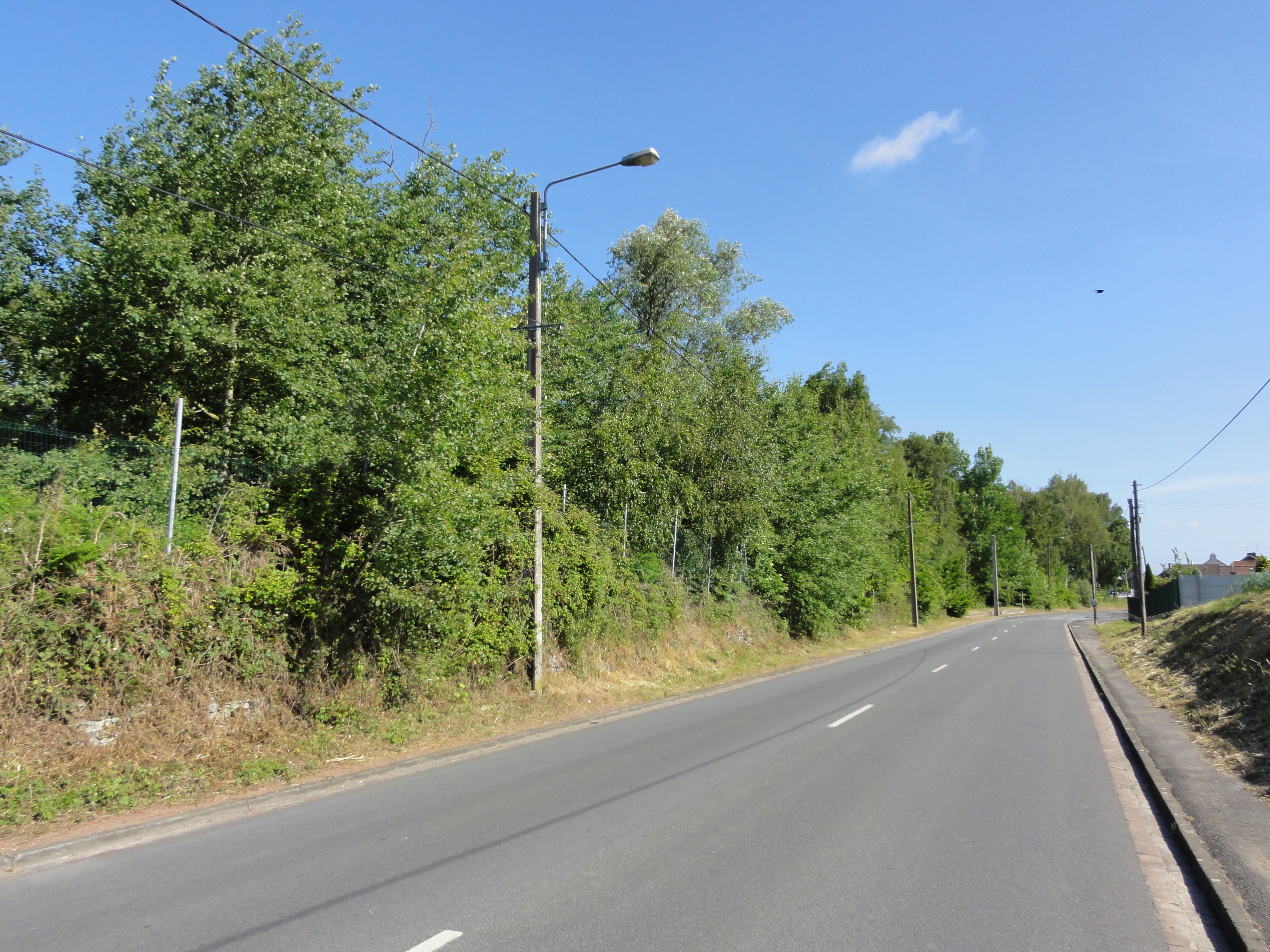
La base du mur d'enceinte existe encore.
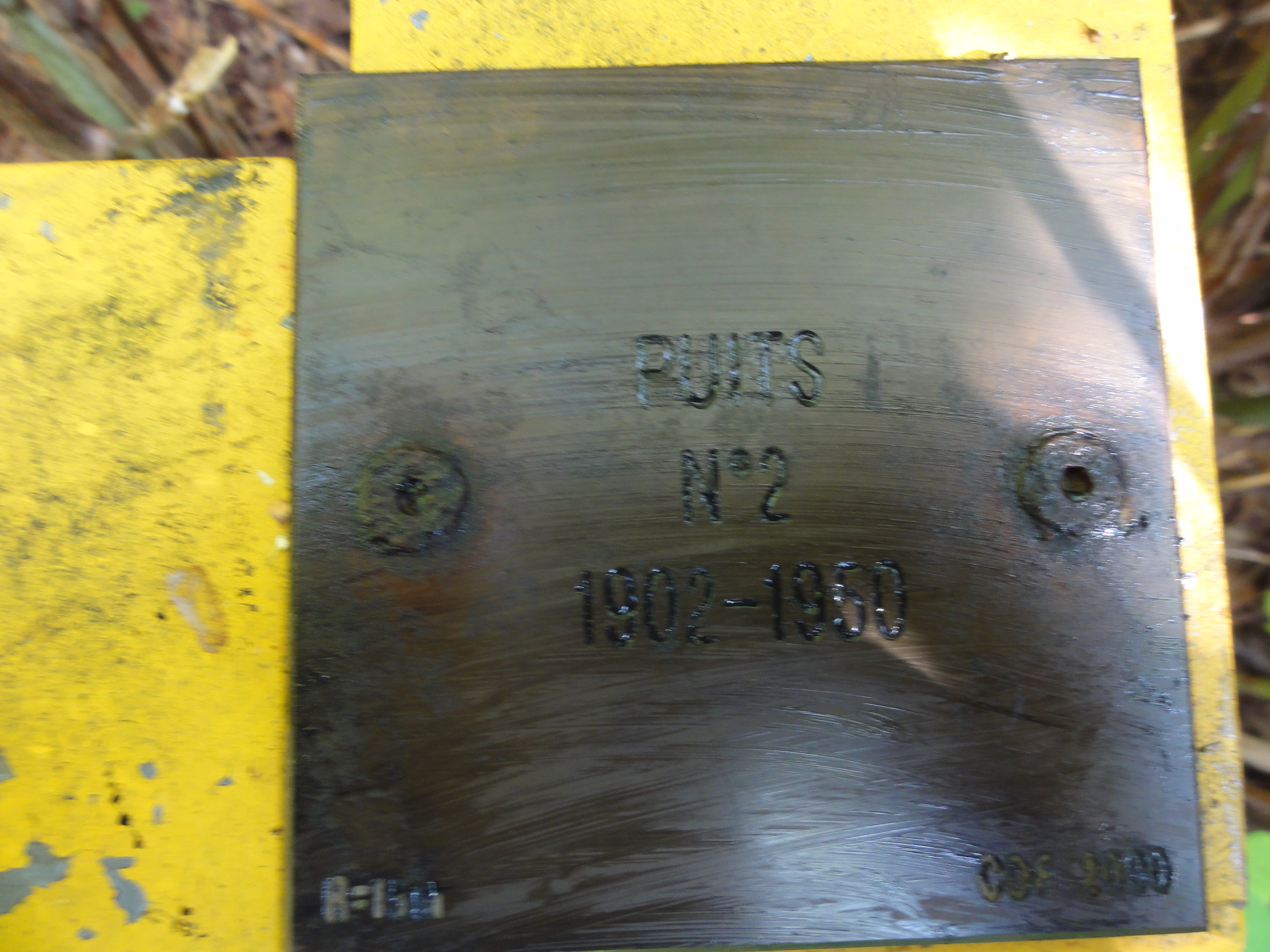
Puits no 2, 1902 - 1950.
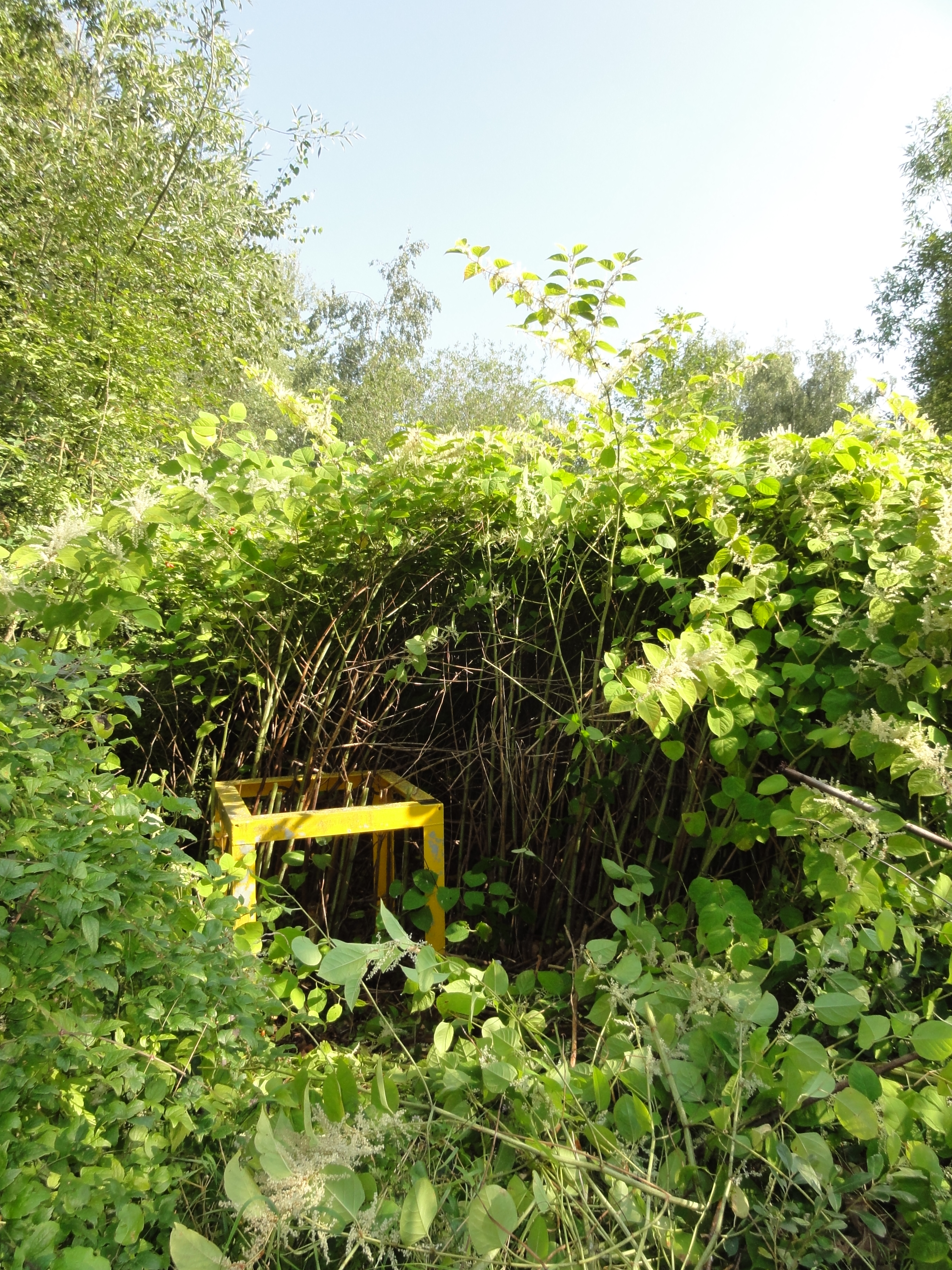
Le puits no 2 dans son environnement.
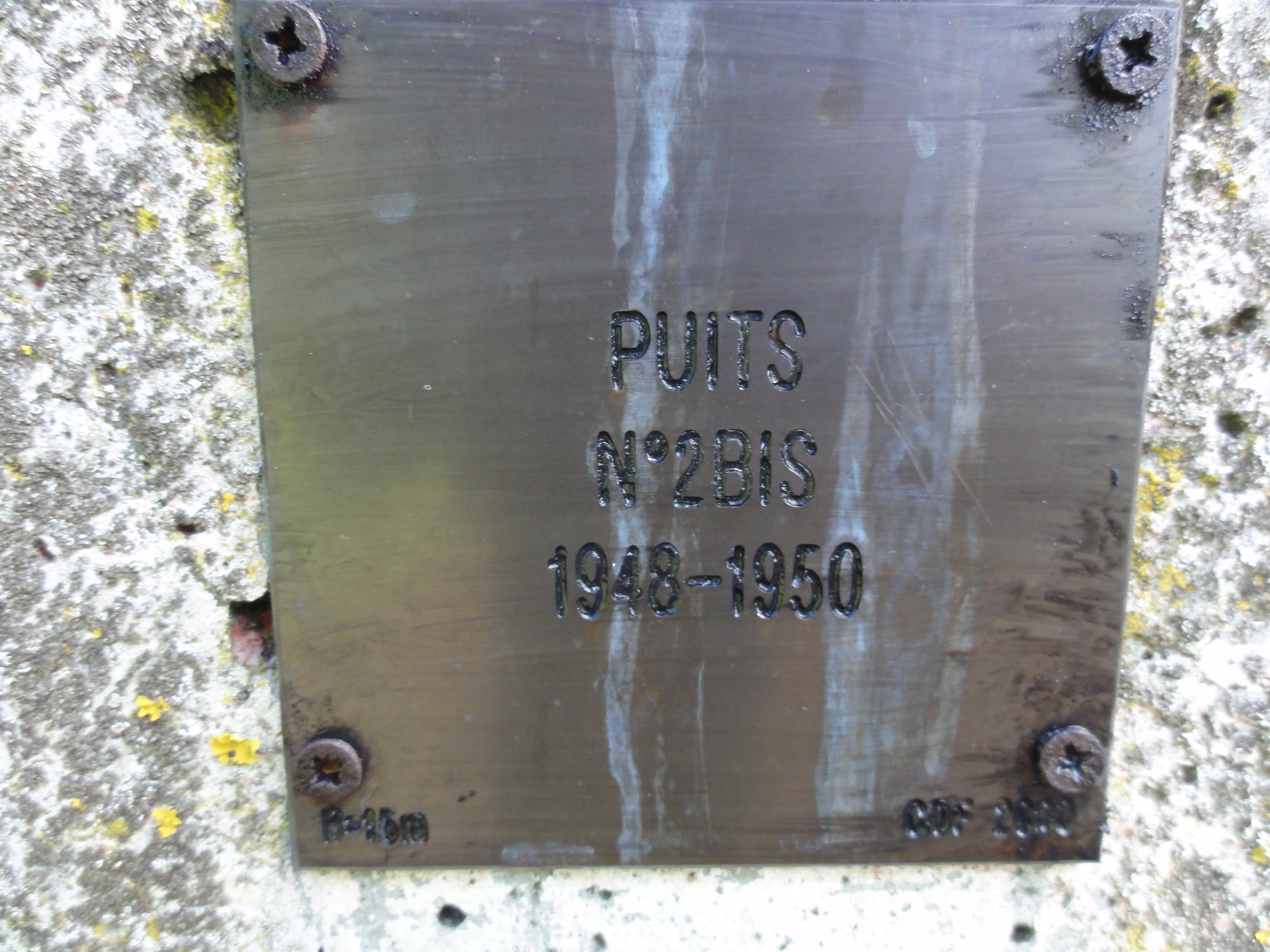
Puits no 2 bis, 1948 - 1950.
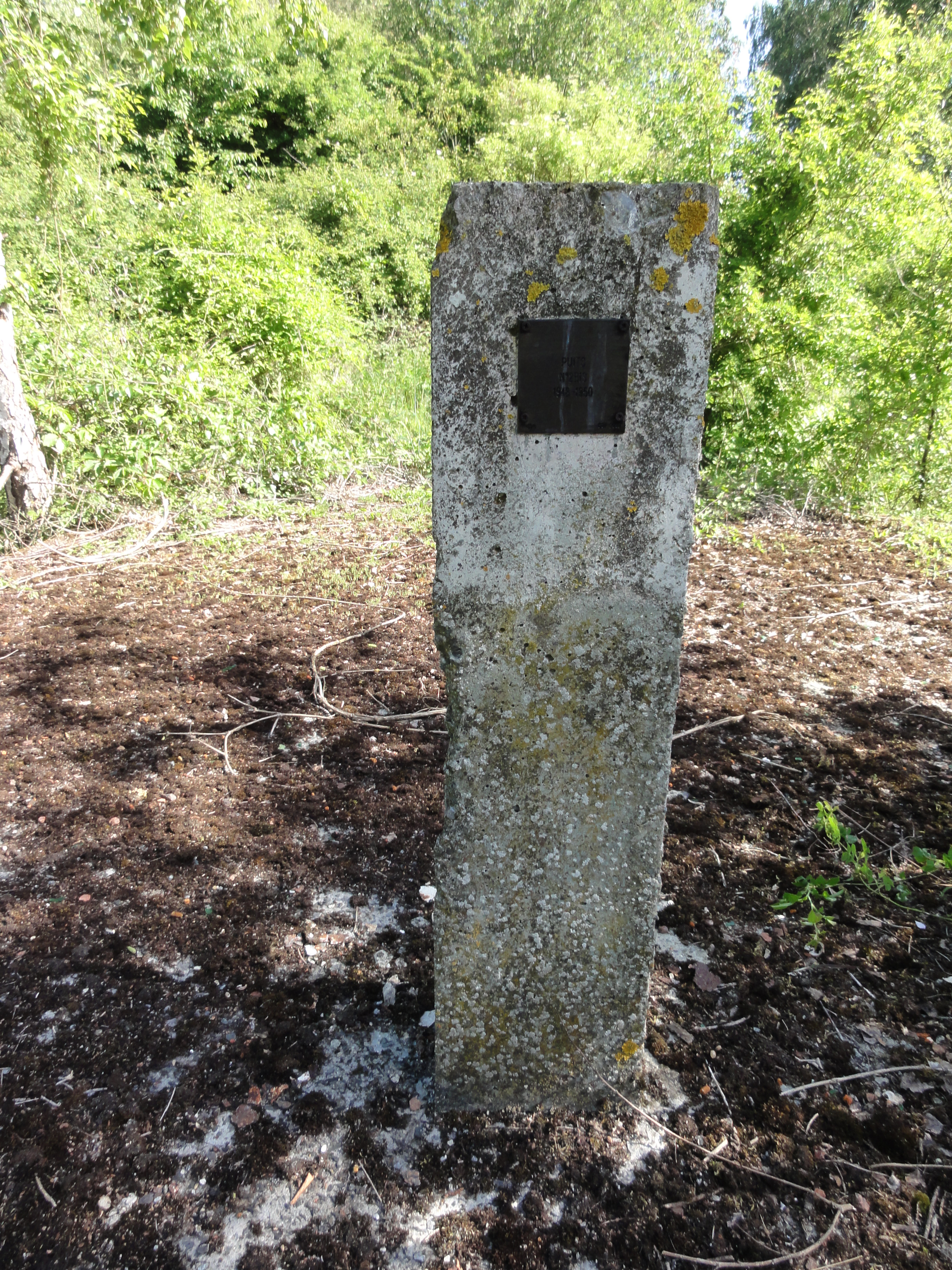
La stèle.
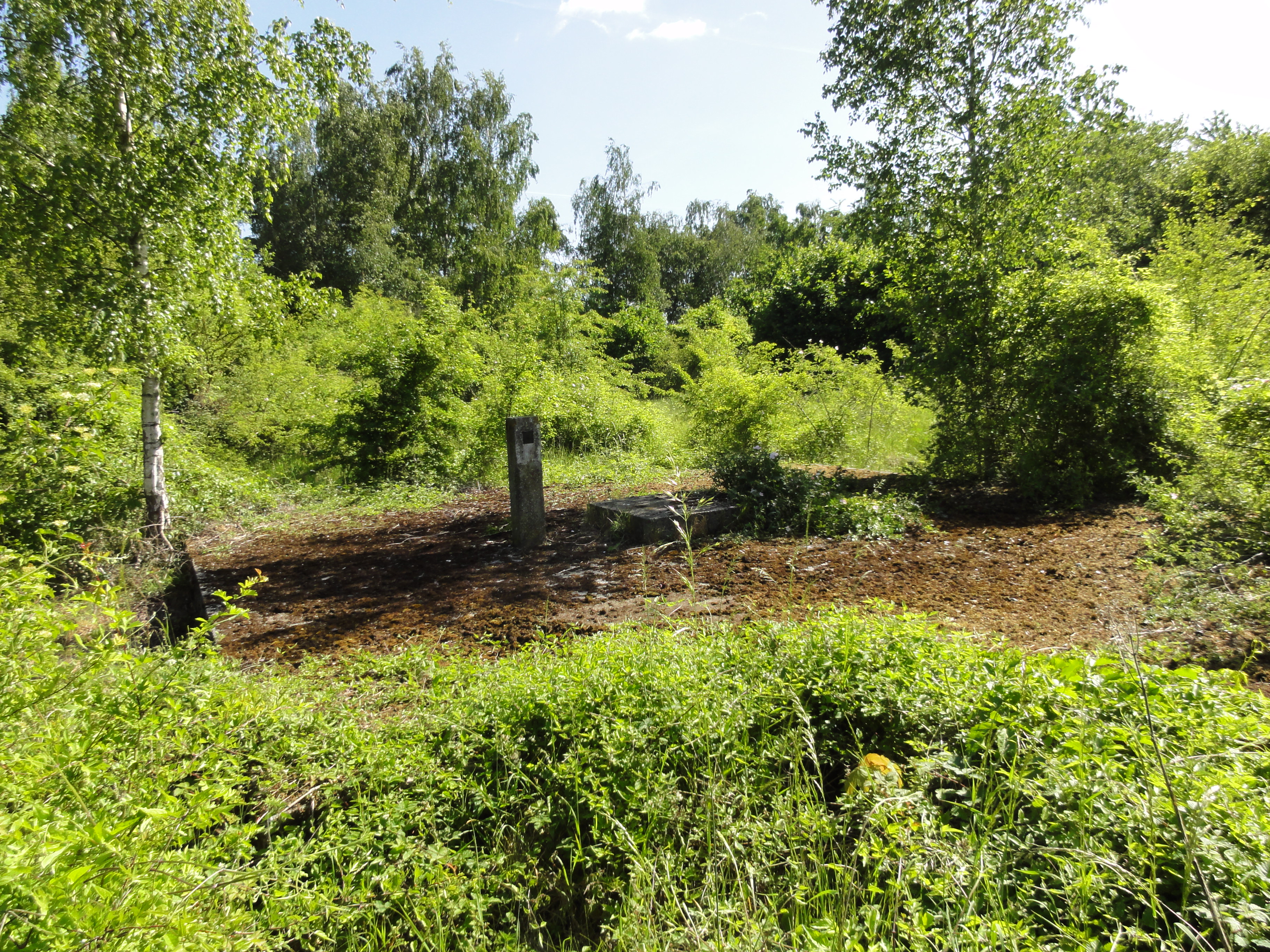
La bouchon du puits est particulièrement visible.

## Les terrils
L'exploitation de la fosse a donné lieu à l'édification de deux terrils.

### Terrilno200, 2 de Crespin

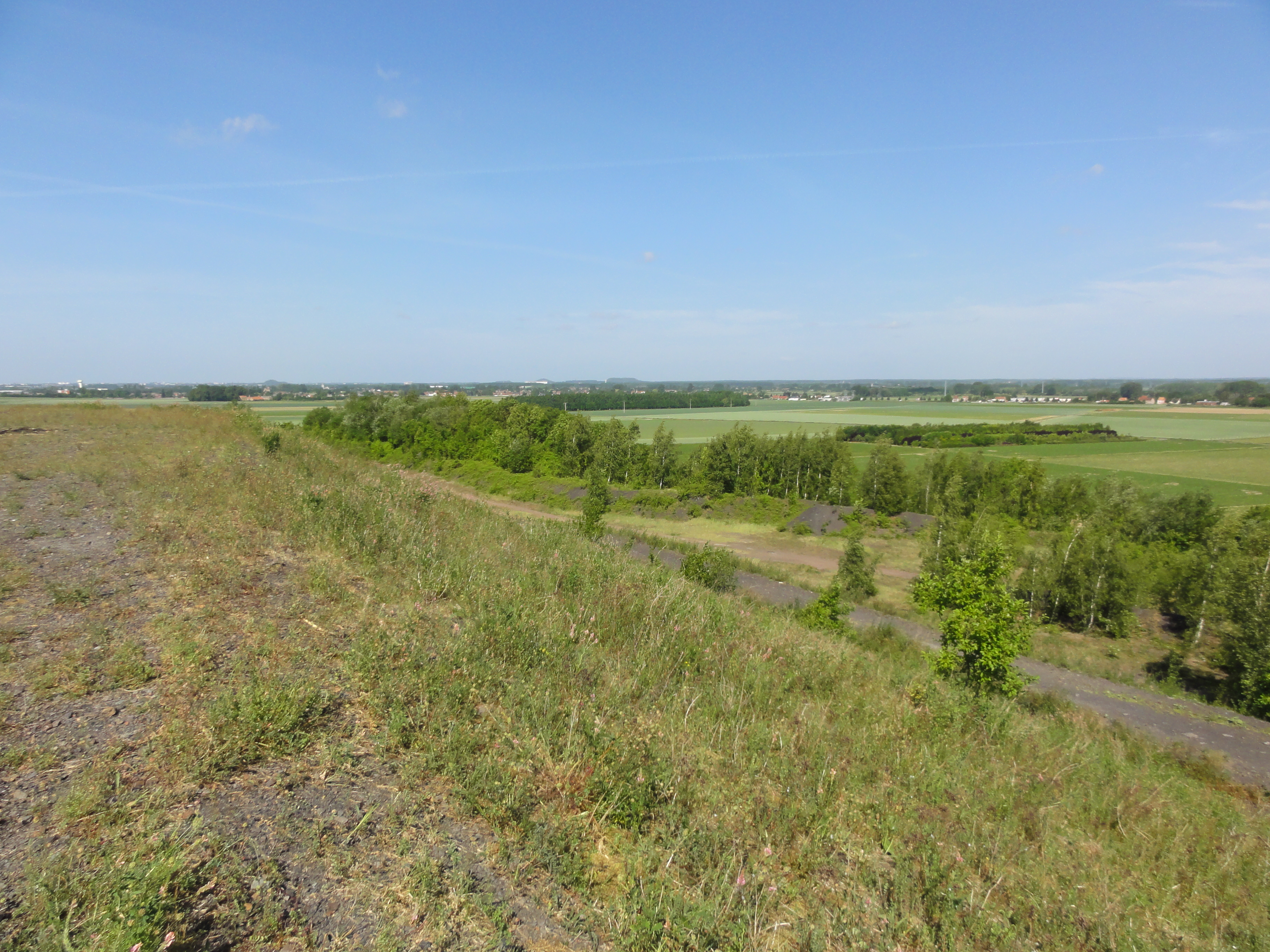
Le terril 2 de Crespin.

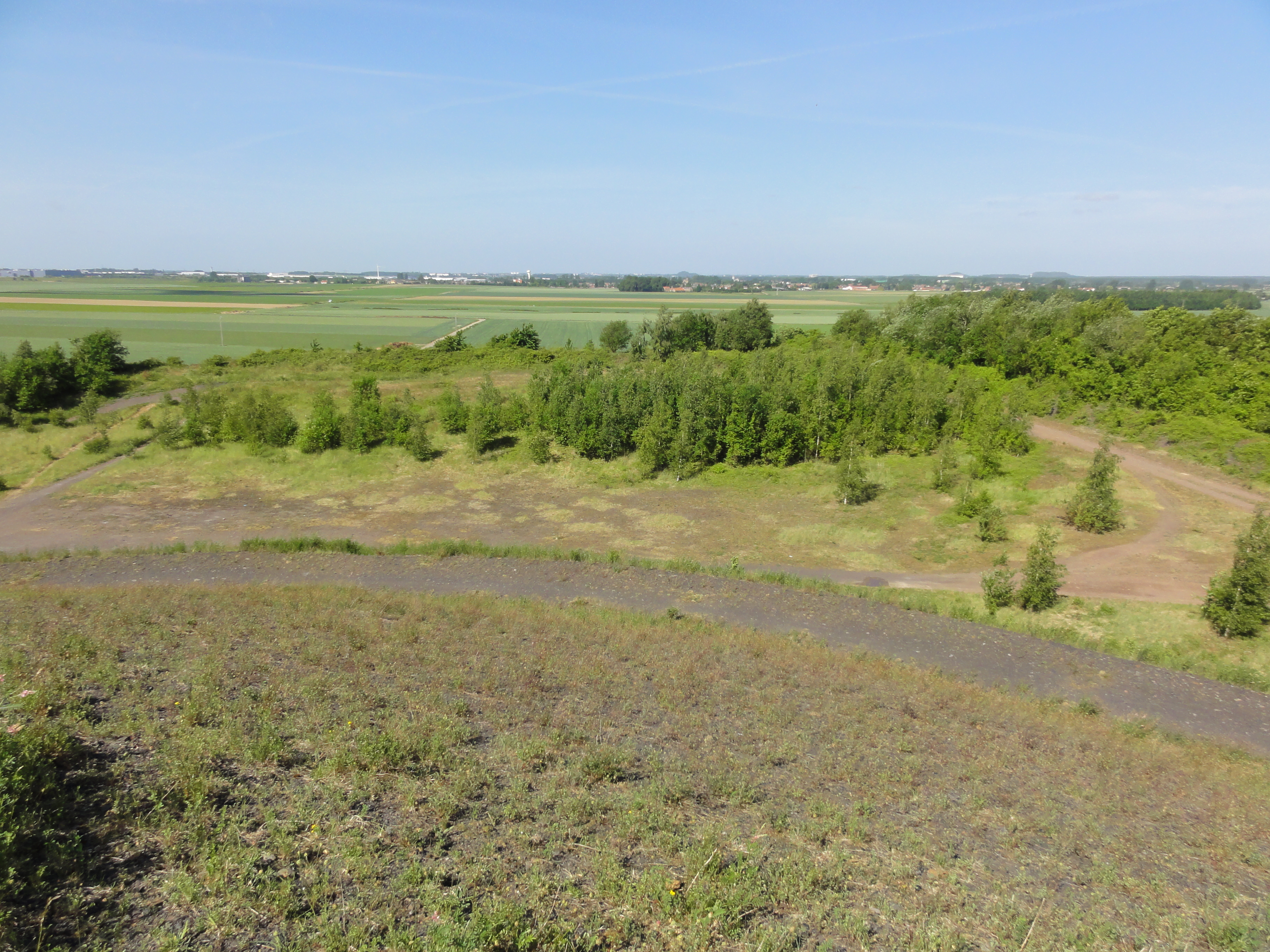
Le terril 2 de Crespin plat.

50° 23′ 16″ N, 3° 39′ 21″ E
Le terril no 200, 2 de Crespin, situé à Quiévrechain, est un des deux terrils de la fosse no 2 - 2 bis. Initialement haut de 70 mètres, il s'agit d'un terril conique, et exploité, mais qui a conservé une vingtaine de mètres.

### Terrilno200A, 2 de Crespin plat
50° 23′ 18″ N, 3° 39′ 15″ E
Le terril no 200A, 2 de Crespin plat, situé à Quiévrechain, est un des deux terrils de la fosse no 2 - 2 bis. Il s'agit d'un terril plat, et exploité.

## La cité
Une cité est établie près de la fosse et compte huit maisons, soit seize habitations. Les modèles sont similaires aux habitations construites près de la fosse no 1 - 1 bis. Deux habitations de trois logements marquent l'entrée de cette cité.

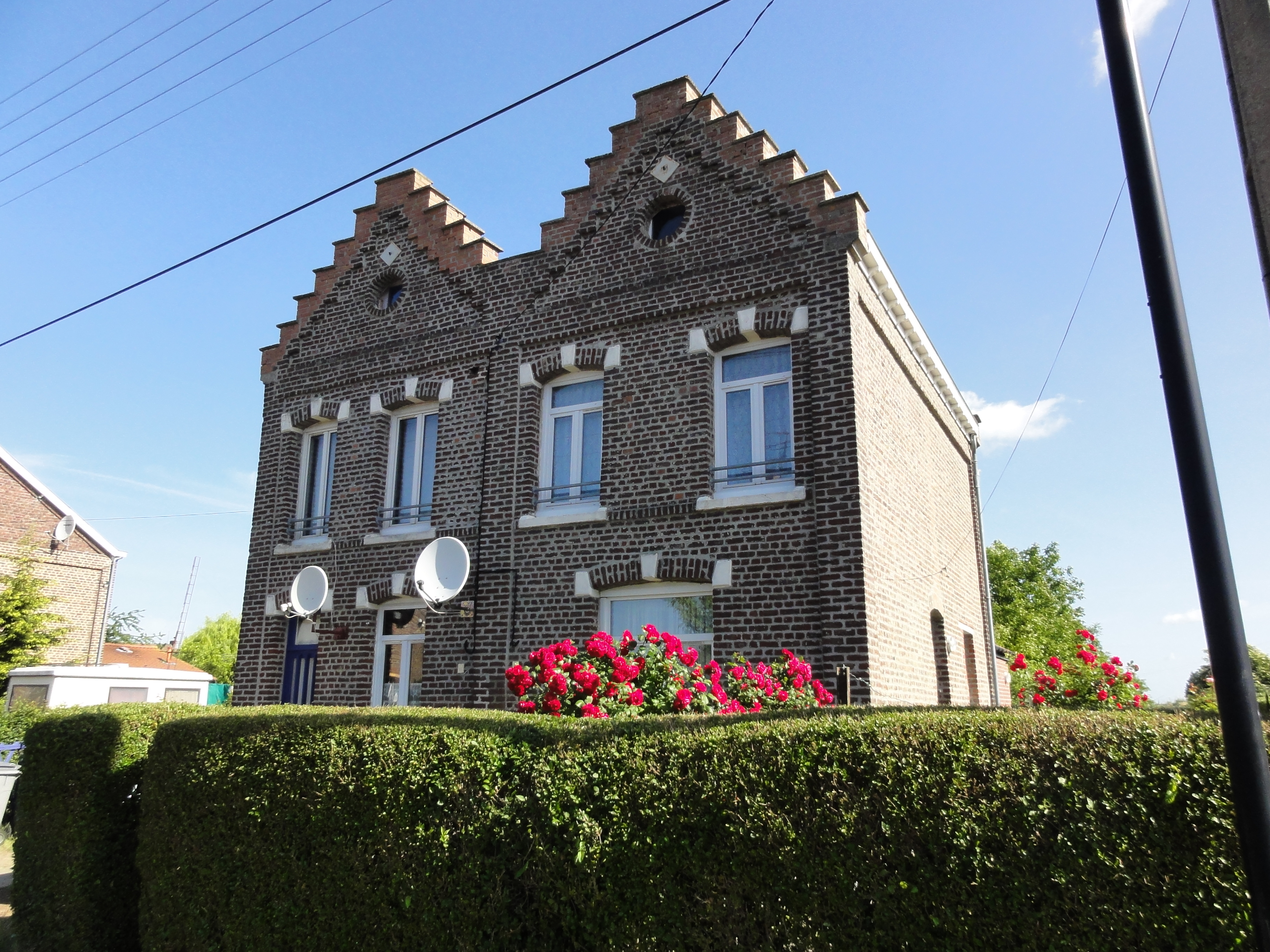
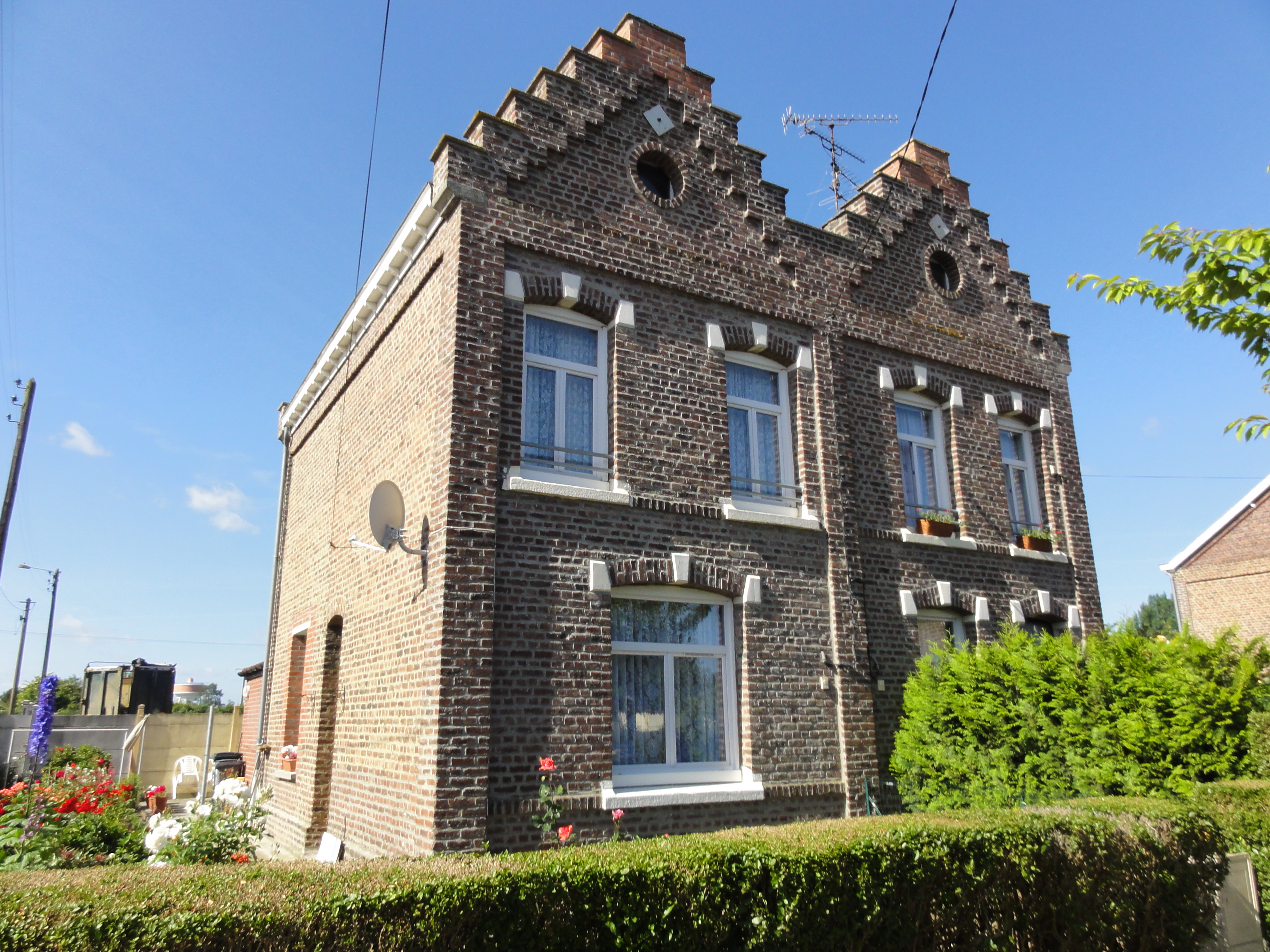
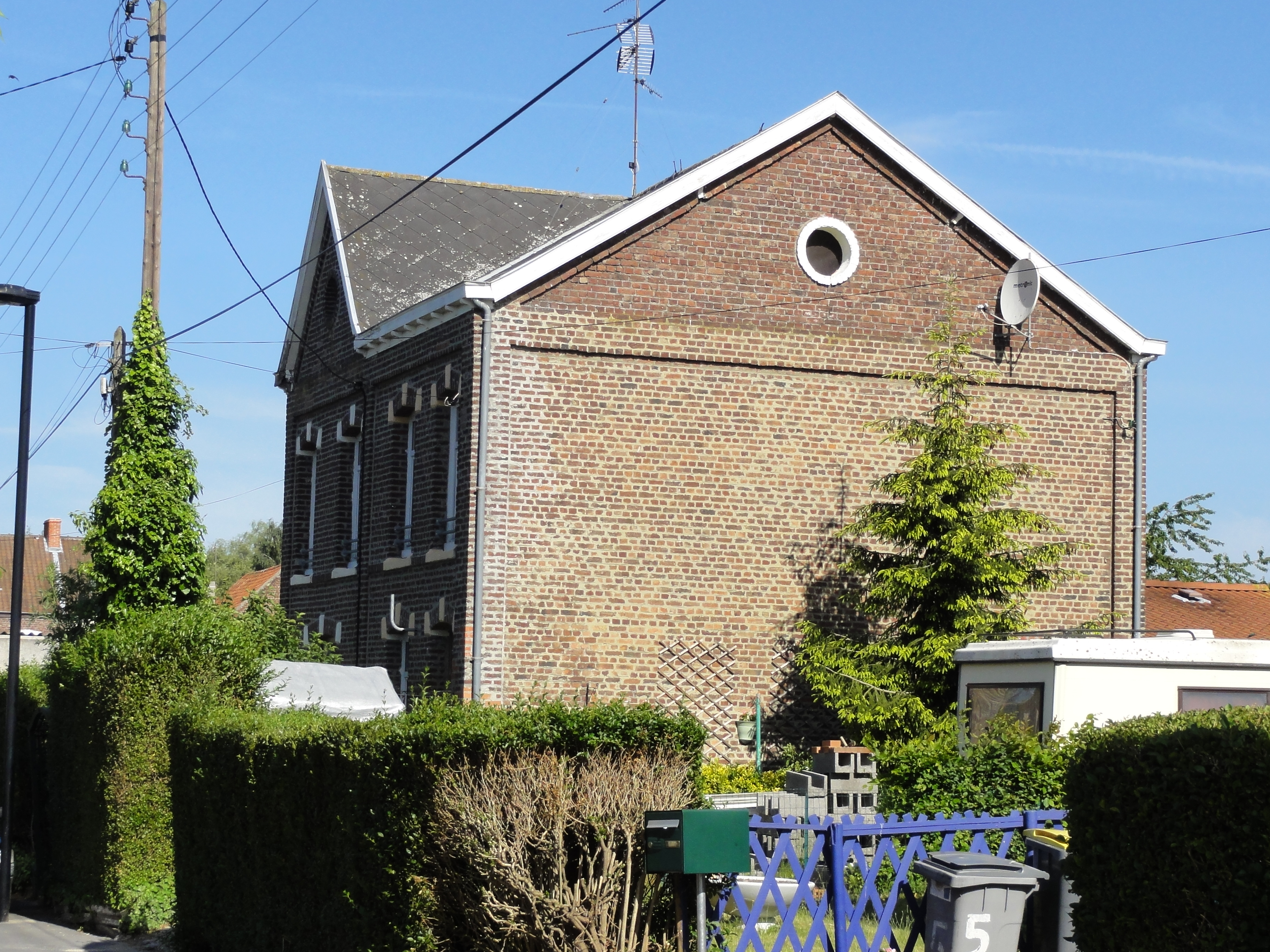
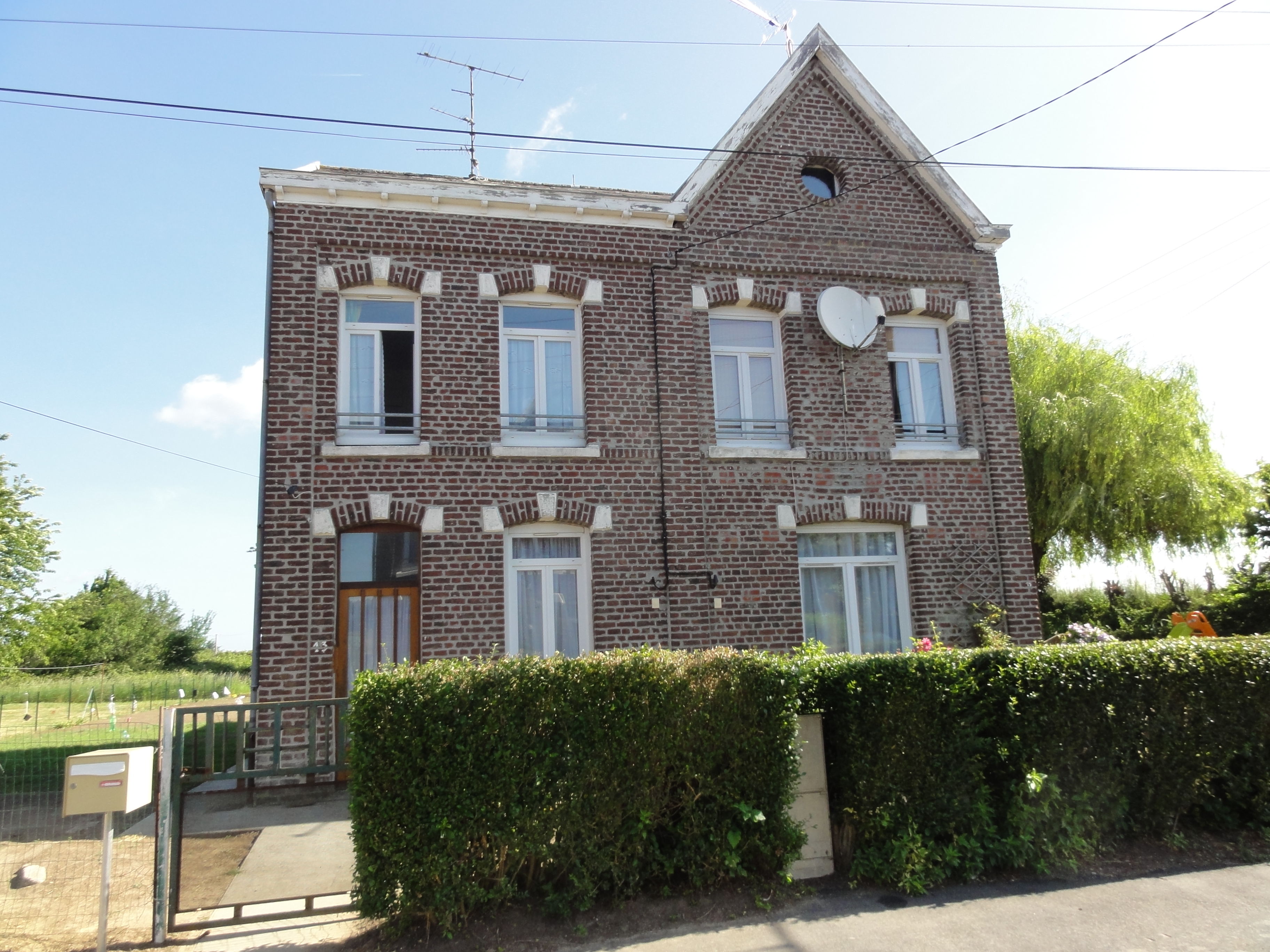
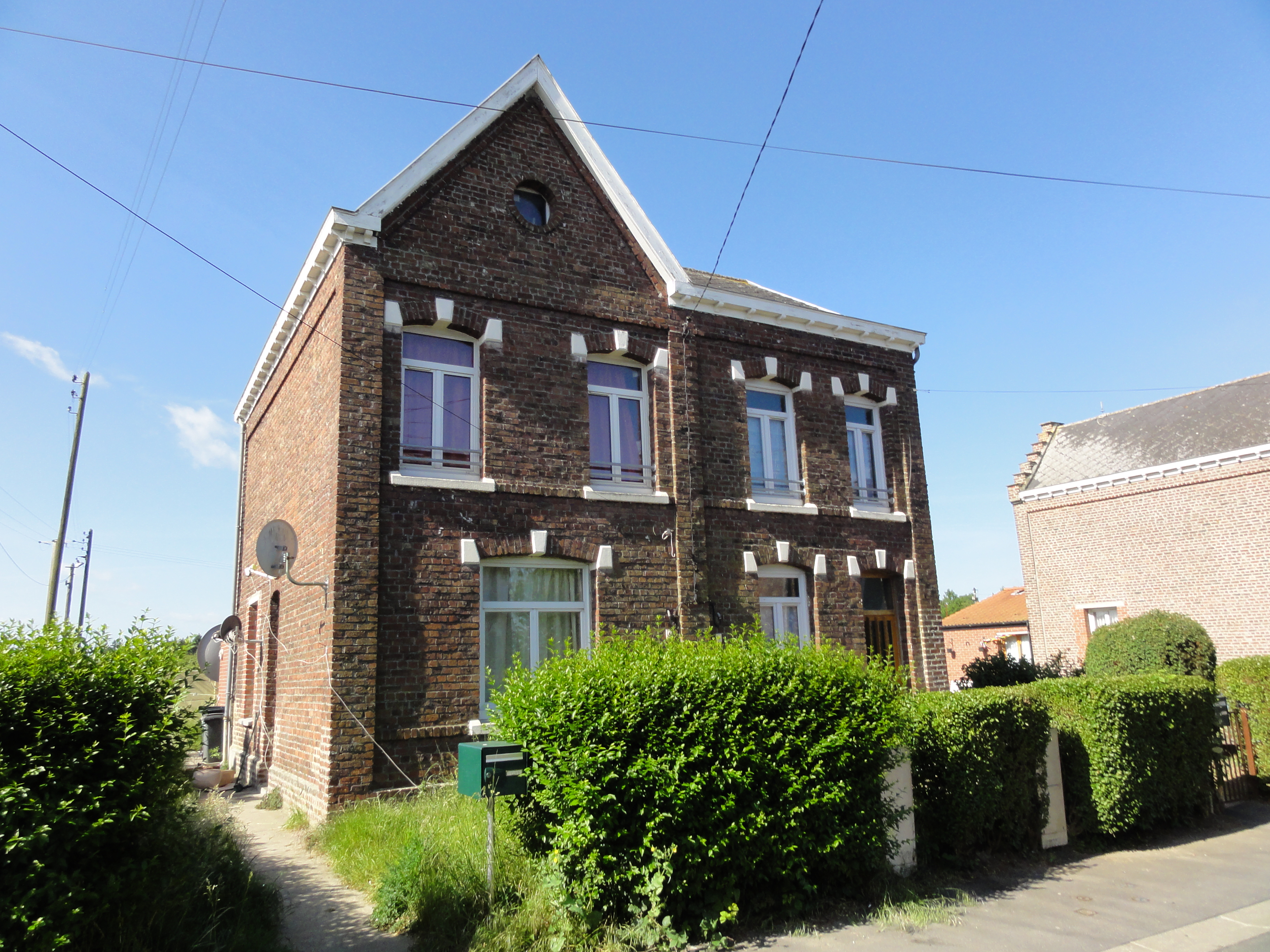
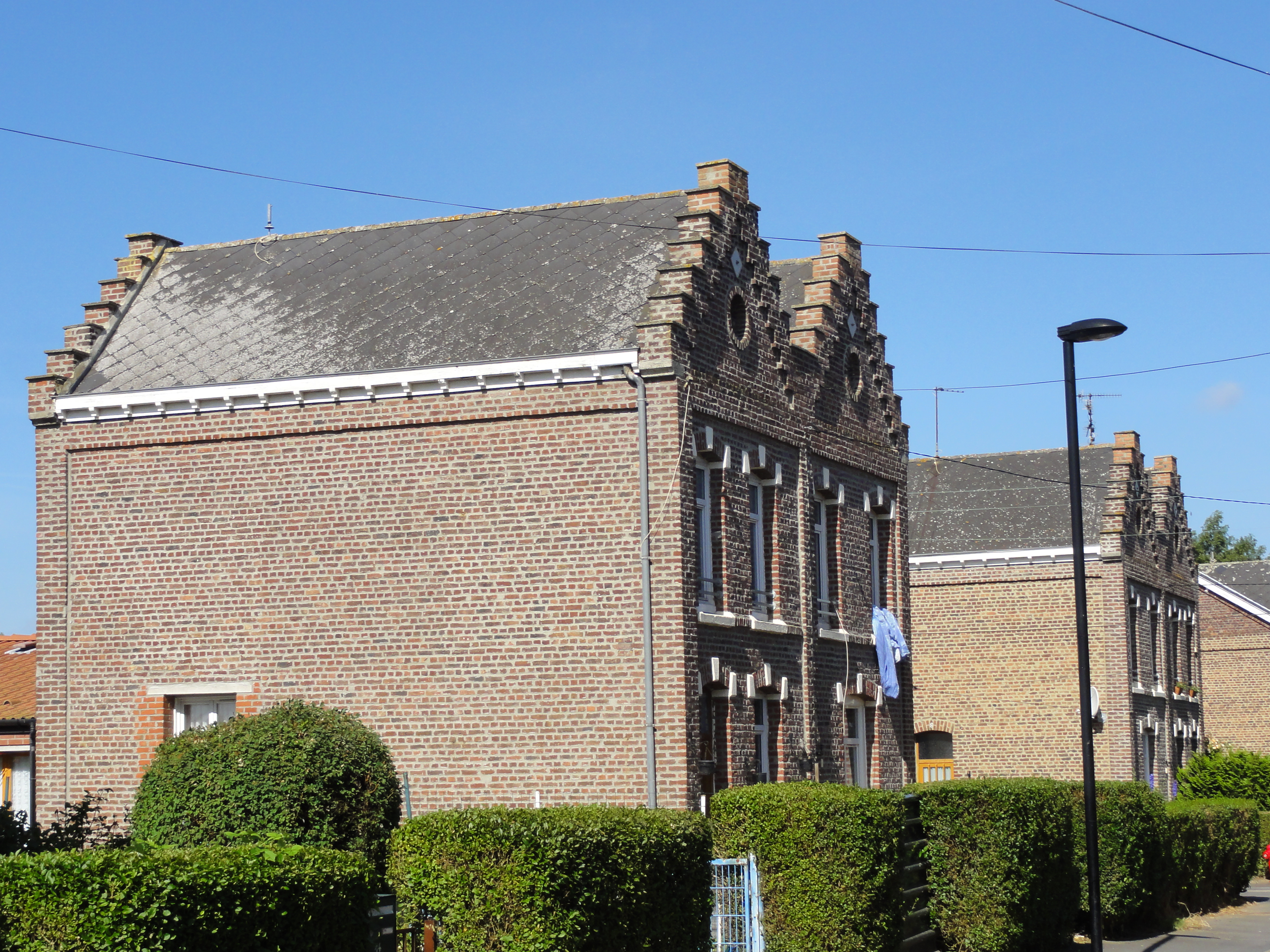